# Jobst von Oberweinmar
Jobst von Oberweinmar (* um 1485; † 1526) war ein Ritter, kaiserlicher Rat und Gesandter unter Maximilian I. und Inhaber der Herrschaft Falkenstein in Oberösterreich.

## Familie
Jobst von Oberweinmar (auch Oberweinmair, Oberweinmaier, Oberweimar) stammt aus einem alten Rittergeschlecht in Thüringen, das seit 1253 mit Ritter Friedrich von Oberweinmar belegt ist und erst im 17. Jahrhundert ausgestorben zu sein scheint. Zu diesem Geschlecht gehört auch die Nonne Florentina von Oberweinmar (* um 1506; † unbekannt), die als Anhängerin Martin Luthers und Flugschriftautorin der Reformationszeit bekannt wurde. Sein kurzes, umherziehendes Leben fällt in die Übergangszeit des ausgehenden Mittelalter, als die Ritterschaft zunehmend an militärischer und wirtschaftlicher Bedeutung verlor. Wie viele Ritter dieser Zeit, ist Oberweinmar noch militärisch aktiv, wendet sich aber in zunehmendem Maße zivilen Aufgaben zu. Als kaiserlicher Gesandter taucht Oberweinmar an Konfliktstellen der Geschichte auf und meist nur flüchtig am Rande größerer Ereignisse, so zum Beispiel im Streit zwischen Reichsfürsten oder bei der Mobilisierung gegen die Türken. Direkte Erfolge seiner diplomatischen Bestrebungen sind entsprechend schwer nachzuweisen. Oberweimar heiratet eine Nichte des berühmteren kaiserlichen Gesandten, Siegmund von Herberstein.

## Kaiserlicher Gesandter
Oberweinmar taucht erstmals 1501 im Hofstaate der Kaiserin Bianca Maria Sforza auf, wo er wahrscheinlich als Edelknabe seine höfische Bildung empfing. Im Landshuter Erbfolgekrieg dient er 1505 als kaiserlicher Hauptmann unter Reinprecht von Reichenburg und lagert in Pfarrkirchen in Oberösterreich (nah bei seiner späteren Besitzung Falkenstein). Im Jahre 1509 erhält er von Kaiser Maximilian den Auftrag im Streit zwischen der Universität Freiburg und dem Kloster St. Märgen um die Ermordung des Rektors Georg Nothofer zu ermitteln. Der mutmaßliche Mörder, Johann Gaudenz zu Blumeneck, gehörte durch seinen Vater, den kaiserlichen Rat Dietrich von Blumeneck, ebenfalls zum Umfeld der Kaiserin Bianca Maria und war Oberweinmar vielleicht persönlich bekannt. Im Jahre 1513 stand Oberweinmar im Dienste Herzog Heinrichs des Älteren von Braunschweig-Wolfenbüttel und scheint an einem Feldzug nach Geldern teilgenommen zu haben. 1518 schickt Kaiser Maximilian ihn auf einer dreimonatigen Mission nach Preußen und Dänemark, um für den Frieden im Norden des Reiches zu werben. Zusammen mit Georg von Eltz zieht er nach Königsberg um den Hochmeister des Deutschen Ordens, Albrecht von Preußen, zur Einstellung der Feindseligkeiten gegen Polen aufzufordern. Im April desselben Jahres trifft er in Kopenhagen ein, wo König Christian II. schon seit Jahren im Krieg gegen Schweden lag. Der König war mit Isabella von Österreich, des Kaisers Enkelin, verheiratet, hatte sie aber lange zugunsten seiner Geliebten versäumt. Oberweinmar war mit seiner Aufnahme am Hofe sehr unzufrieden und sein Auftreten soll dementsprechend peinliche Eindrücke hervorgerufen haben. Noch im selben Jahre wird Oberweinmar nach Ungarn geschickt, wo er mit Johannes Cuspinian und Johannes Mrakesch den jungen König Ludwig II. von Böhmen und Ungarn im Kloster Batsch (Bač) besucht, eine Sammelstätte für das Verteidigungsheer gegen die Türken, die wenige Jahre später von ihnen auch überrannt wird. Im Jahre 1522 wird Oberweinmar von Kaiser Karl V. als Gesandter bestellt um in der sogenannten Hildesheimer Stiftsfehde zu schlichten und um den in der Schlacht bei Soltau siegreichen Bischof Johannes IV. von Hildesheim zur Herausgabe aller eroberten Gebiete und der Gefangenen aufzufordern. Bald darauf scheint er sich aus kaiserlichem Dienst zurückgezogen zu haben.

## Inhaber der Herrschaft Falkenstein
Oberweinmar übernimmt am 21. Oktober 1521 die landesfürstliche Burg und Herrschaft Falkenstein in Oberösterreich mit Genehmigung Erzherzog Ferdinand I. von Österreich. Bald darauf, am 21. Oktober 1523, heiratet er Barbara von Herberstein (* 1507; † 27. November 1551) die Tochter des Georg III. von Herberstein und Margaretha, geborene von Rotthal. Oberweinmar stirbt im Jahre 1526, angeblich im Kriege gegen die Türken bei Esseg (Osijek). Seine Witwe heiratet Georg von Wolfenreuth, und seine Tochter Kunigunde heiratet am 4. November 1548 Christoph Adler von Gurnitz. Nach dem Tode Oberweinmars verschrieb Erzherzog Ferdinand die Herrschaft Falkenstein am 21. Dezember 1527 an Georg von Herberstein, dem Schwiegervater Oberweinmars. Laut einer späteren Tradition soll Oberweinmar eine Schwester, Agnes, gehabt haben, die Hermann Salburger geheiratet haben soll. Deren mutmaßlicher Sohn, Bartholomäus Salburger, ist seit 1542 als Pfleger der Herrschaft Falkenstein belegt. Dieses Verwandtschaftsverhältnis hat sich urkundlich bisher nicht belegen lassen.